# 小眼頜吻鰻
小眼頜吻鰻（學名：Gnathophis microps），是輻鰭魚綱鰻形目康吉鳗科頜吻鰻屬的其中一種，由艾瑪·斯坦尼斯拉夫娜·卡爾莫夫斯卡婭 (Emma Stanislavovna Karmovskaya) 和約翰·理查德·帕克斯頓 (John Richard Paxton) 在 2000 年描述，分布於東印度洋澳洲西澳大利亞州海域，深度200至320公尺，體長可達36.5公分，為底棲性魚類，生活習性不明。